# Rżewuśka
Rżewuśka (ukr: Станція Ржевуська) – stacja kolejowa w miejscowości Pohrebyszcze, w obwodzie winnickim, na Ukrainie. Jest częścią Kolei Południowo-Zachodniej. Znajduje się na linii Koziatyn I – Chrystyniwka.

## Linie kolejowe
- Koziatyn I – Chrystyniwka